# Anastasia Gediminovna
Anastasia Gediminovna, död 1345, var storfurstinna av Moskvariket 1340–1345, gift med storfurst Simeon av Moskva.
Hon är en av karaktärerna i Dmitry Balashovs romaner "The Burden of Power" (1981) och "Simeon the Proud" (1983).